# کلیسای جامع کرایست چرچ
کلیسای جامع انگلیکان کرایست چرچ یک کلیسای تاریخی به سبک گوتیک در میدان کاتدرال شهر کرایست چرچ در نیوزیلند است.کار ساخت این کلیسا از سال ۱۸۶۴ آغاز شد و در سال ۱۹۰۴ به اتمام رسید.

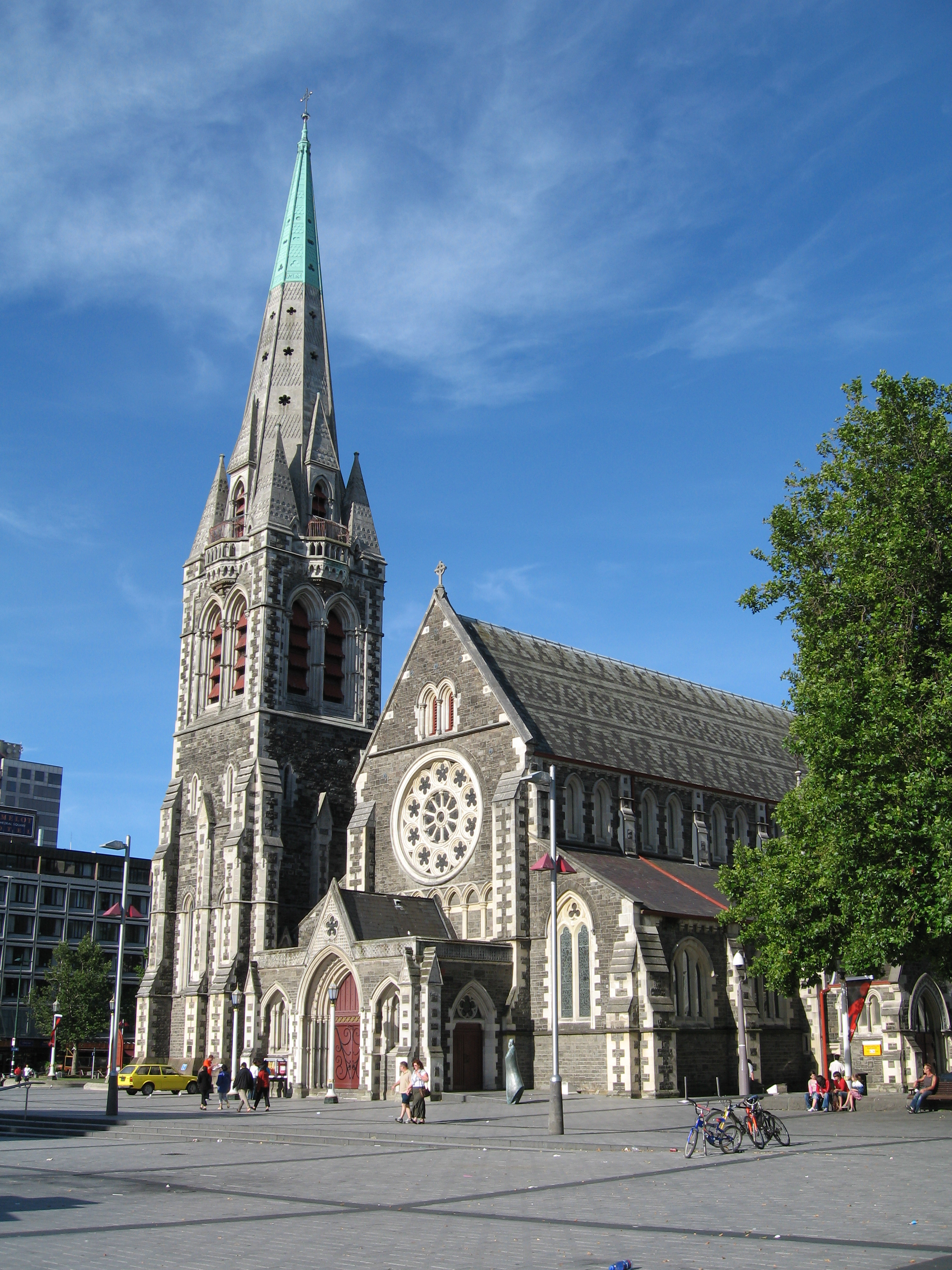
.